# Селвареле Алте (Терни)
Селвареле Алте је насеље у Италији у округу Терни, региону Умбрија.
Према процени из 2011. у насељу је живело 33 становника. Насеље се налази на надморској висини од 265 м.